# Přítomnost (časopis)
Časopis Přítomnost je česká politicko-kulturní internetová revue. V roce 1924 ji jako politický týdeník začal vydávat Jaroslav Stránský, dědeček dnešního vydavatele Martina Jana Stránského. Prvním šéfredaktorem se stal publicista, spisovatel a dramatik Ferdinand Peroutka. Časopis podporoval Tomáš Garrigue Masaryk. 

## Historie

### Přítomnost v demokratickém Československu
Časopis byl založen v roce 1924. U jeho zrodu stál i Tomáš Garrigue Masaryk. Prvním šéfredaktorem se stal Ferdinand Peroutka. Na stránkách revue publikovala celá plejáda demokraticky smýšlejících autorů zvučných jmen: Karel Čapek, Milena Jesenská, Eduard Bass, Karel Poláček, Richard Weiner, Václav Černý, Otokar Fischer, Jaroslav Stránský. Přítomnost si záhy získala vysokou prestiž a stala se nejuznanějším politickým časopisem své doby.

### Přítomnost za Protektorátu Čechy a Morava, po osvobození a po roce 1948
V roce 1939 byl Ferdinand Peroutka zatčen nacisty a až do konce války byl vězněn v koncentračních táborech. Válku prožil v koncentračních táborech Dachau a Buchenwald. Vydávání Přítomnosti bylo zastaveno, než ji protektorátní režim obnovil v roce 1943 jako orgán nacistické propagandy. Šéfredaktorem se stal Emanuel Vajtauer, příklad kolaborantské žurnalistiky; vydavatelem byl Melantrich. Mezi časté přispěvatele tehdy patřil Emanuel Moravec. Naposledy vyšla 1. května 1945.
Když se v roce 1945 vrátil Peroutka do Prahy, stal se šéfredaktorem Lidových novin. Lidové noviny založil v roce 1893 Adolf Stránský, praděd Martina Jana Stránského. Přítomnost pak byla pod vedením Ferdinanda Peroutky obnovena na jaře 1946 – ovšem pod titulem Dnešek. V únoru 1948 se vše změnilo, Dnešek po Peroutkově odchodu do emigrace zanikl. Čeští exulanti v emigraci se na chvíli pokusili vydávat obdobu předválečné Přítomnosti – kulturně politickou revue s názvem Skutečnost.

### Přítomnost po roce 1989
V červnu 1990 začala vycházet Přítomnost pod vedením Petra Pitharta v novinovém formátu jako měsíčník. V roce 1994 se stala přílohou Literárních novin, k nimž byla přidávána každou první středu v měsíci.
Po návratu do České republiky navázal MUDr. Martin Jan Stránský na rodinnou tradici a v lednu 1995 začal vydávat Novou Přítomnost jako měsíčník, o rok později i v anglickém překladu pod názvem The New Presence. Za založení časopisu obdržel v roce 1996 cenu Masarykovy akademie umění za uměleckou tvůrčí činnost.
Od října 1996 také začala vycházet anglická verze Nové Přítomnosti, The New Presence. Přítomnost publikovala nadčasové články od renomovaných osobností politické i akademické sféry. Do časopisu přispívali např. Václav Havel, Jan Švejnar, Michael Romancov, Rudolf Kučera, Jiří Pehe, Jan Hartl a mnozí další. Časopis nabízel kontroverzní a neotřelý náhled na politickou situaci v ČR v mezinárodním srovnání. Programově se časopis věnoval i kulturním tématům a dále nabízel reportáž, recenze nových knih a portrét zajímavé osobnosti.
V roce 2000 se Přítomnost vrátila ke svému tradičnímu názvu.
Autoři a příznivci obou Přítomností začali úzce spolupracovat a redakce se postupně sloučily. Vydavatelem zůstal Martin Jan Stránský. V lednu 2000 Nová Přítomnost odložila adjektivum ve svém názvu a kruh se uzavřel. Stejně jako během první republiky se kolem časopisu soustředila vybraná skupina autorů zvučných jmen: britský historik Timothy Garton Ash, francouzský politolog Jacques Rupnik, šéfredaktor polského deníku Gazeta wyborcza Adam Michnik, americká politoložka Milada Anna Vachudová a mnozí další. V letech 1997 až 2001 se časopis stal mediálním partnerem konferencí Forum 2000, které založil prezident Václav Havel s japonským filantropem Yoheiem Sasakawou a nositelem Nobelovy ceny míru Eliem Wieselem.
V letech 2000 a 2001 získali autoři fejetonů časopisu Přítomnost ocenění Obce moravsko-slezských spisovatelů v soutěži o Evropský fejeton roku.
Od května 2010 nebo 2012 byla Přítomnost a The New Presence publikována pouze v elektronické verzi.
Od roku 2013 přinášela internetová verze Přítomnosti denně nové glosy a články, věnuje se společensko-kulturním tématům a reflexi politické situace. Dále publikuje analýzy, recenze, data současnosti, rozhovory, překládá texty zahraničních periodik, natáčí podcasty se zajímavými osobnostmi (k poslechu i na platformě Spotify).
V letech 2019–2021 vycházel tištěný čtvrtletník Přítomnost. V roli šéfredaktorů se po Petru Pithartovi vystřídali: Miroslav Holub, Jan Sokol, Tomáš Vrba, Libuše Koubská, Martin Riegl a David Bartoň.

## Současnost
Přítomnost se stará o udržování kultivované společenské diskuse od politiky po kulturu a snaží se v naší zemi udržet tradici demokratického kritického myšlení.
Od března 2022 vede Přítomnost novinář a filosof Petr Fischer.
Nová sada textů vychází v této internetové revui zpravidla každé pondělí. Od února 2023 pořádá Přítomnost pro své předplatitele každý měsíc pravidelné diskusní večery s významnými osobnostmi.